# La Mélancolie (Cranach)
Pour les articles homonymes, voir La Mélancolie.
La Mélancolie est un tableau réalisé par le peintre allemand Lucas Cranach l'Ancien en 1532. Cette huile sur bois est une allégorie de la mélancolie s'inspirant amplement de Melencolia I, célèbre gravure d'Albrecht Dürer datée de 1514. Conservée au musée Unterlinden, à Colmar, en France, elle peut être rapprochée de plusieurs autres peintures de l'artiste sur le même thème, par exemple sa Melancholia du Statens Museum for Kunst, à Copenhague, au Danemark.

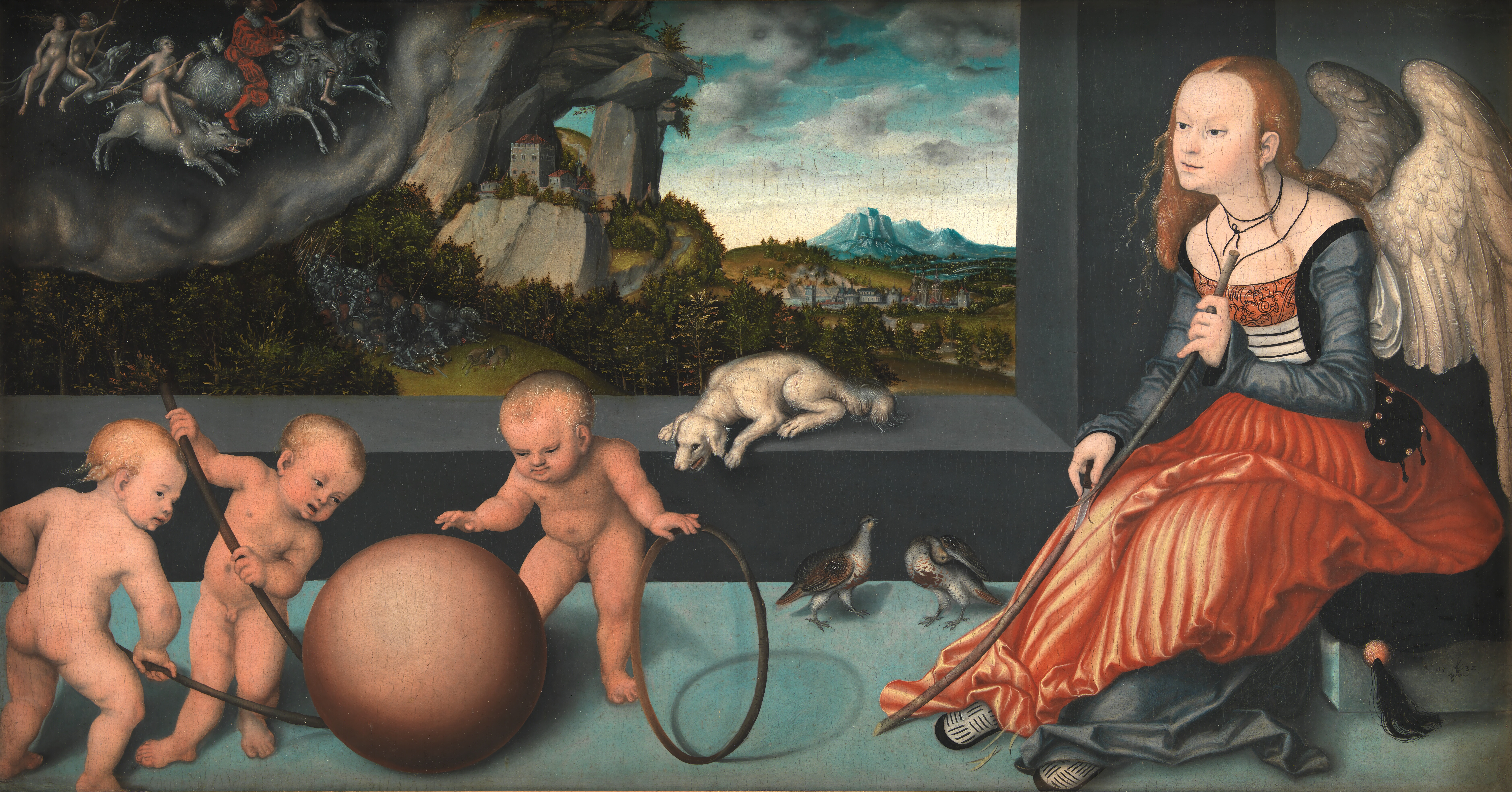
Melancholia, 1532 – Statens Museum for Kunst, Copenhague.